# Brian Kelley (scenárista)
Brian Kelley (* 18. dubna 1972) je americký televizní scenárista. Je autorem scénářů k seriálům SNL, Newsradio, Clerks, Futurama, Joey a Simpsonovi. Kelley absolvoval s vyznamenáním střední školu Darien v Connecticutu a v roce 1990 nastoupil na Harvardovu univerzitu jako student fyziky. O čtyři roky později se stal televizním scenáristou.

## Scenáristická filmografie

### DílySimpsonových
14. řada
- Speciální čarodějnický díl (část Právo shnít a děsit)
- Kráska a soused

15. řada
- Toulky historií s Marge

20. řada
- Hysterka Líza

21. řada
- Pohlednice ze Springfieldu

22. řada
- Matky, které nestojí za hřích

24. řada
- Speciální čarodějnický díl XXIII (s Davidem Mandelem)
- Konec světa za dveřmi

25. řada
- Vševidoucí brýle
- Život v kostce

26. řada
- Průvodce pro princeznu

27. řada
- Vzhůru na Mars

29. řada
- Serfsonovi
- Líza a její smutné blues (s Davidem Silvermanem)

30. řada
- 101 usmíření (s Danem Vebberem)
- Kriminálka Springfield

31. řada
- Žijeme la pura vida

32. řada
- Bart v balíku

33. řada
- Marge vs. Monty

### DílyFuturamy
1. řada
- Marná vesmírné lásky snaha

## Ceny a nominace
| Rok  | Nominace   | Díl                              | Cena                                                                         | Výsledek  | Reference |
| ---- | ---------- | -------------------------------- | ---------------------------------------------------------------------------- | --------- | --------- |
| 2012 | Simpsonovi | Speciální čarodějnický díl XXIII | Cena Sdružení amerických scenáristů za vynikající scénář k animovanému filmu | nominace  | [ 4 ]     |
| 2014 | Simpsonovi | Život v kostce                   | Cena Sdružení amerických scenáristů za vynikající scénář k animovanému filmu | vítězství | [ 5 ]     |
| 2017 | Simpsonovi | Serfsonovi                       | Cena Sdružení amerických scenáristů za vynikající scénář k animovanému filmu | nominace  | [ 6 ]     |
| 2019 | Simpsonovi | Žijeme la pura vida              | Cena Sdružení amerických scenáristů za vynikající scénář k animovanému filmu | nominace  | [ 7 ]     |